# Exequaturverfahren
Unter Exequaturverfahren versteht man das Verfahren der Zulassung ausländischer Vollstreckungstitel oder Schiedssprüche zur Zwangsvollstreckung im Inland (Exequatur). Dabei handelt es sich nicht um das Zwangsvollstreckungsverfahren; vielmehr werden in einem gegenständlich beschränkten Erkenntnisverfahren die Voraussetzungen der Anerkennung der Entscheidung und der Verleihung der Vollstreckbarkeit im Inland geprüft. Erst daran schließt sich die Zwangsvollstreckung an. Das Problem stellt sich immer dann, wenn ein Gläubiger im Ausland einen Titel erstritten hat, den er im Inland vollstrecken will. In der Regel ist dies nicht ohne weiteres möglich, vielmehr muss zunächst ein inländisches Gericht feststellen, ob die Voraussetzungen für die Vollstreckbarkeit vorliegen. Zu diesen Voraussetzungen kann etwa die Einhaltung unabdingbarer Verfahrensregeln sowie die Entscheidung durch ein zuständiges Gericht zählen. In Deutschland wird zudem die Verbürgung der Gegenseitigkeit gefordert. (Vgl. § 328 ZPO oder Art. 34 EuGVVO).
Mit zunehmenden grenzüberschreitenden Rechtsbeziehungen haben einzelne Länder bilaterale Abkommen oder multilaterale Übereinkommen geschlossen, nach denen die Vollstreckbarkeit von Urteilen erleichtert wurde. Insbesondere das Erfordernis der Gegenseitigkeit (§ 328 Abs. 1 Nr. 5 ZPO) wurde durch diese Abkommen in der Regel sichergestellt; daneben enthalten viele dieser Abkommen einen Katalog von internationalen Zuständigkeitstatbeständen, so dass auch das (in Deutschland etwa in § 328 Abs. 1 Nr. 1 ZPO enthaltene) Erfordernis der indirekten Zuständigkeit weitestgehend unproblematisch wurde. In allen diesen Fällen bedarf es jedoch zumindest in Deutschland nach wie vor eines Exequaturverfahrens; kein einziger dieser Staatsverträge verlieh ausländischen Vollstreckungstiteln eo ipso die Vollstreckbarkeitswirkung im Inland. Dies geschah für Deutschland erstmals durch die Verordnung (EG) Nr. 805/2004.

## Verfahren in einzelnen Ländern
Für die Europäische Union gelten die Verordnung (EG) Nr. 44/2001 (Verordnung über die gerichtliche Zuständigkeit und die Anerkennung und Vollstreckung von Entscheidungen in Zivil- und Handelssachen), welche das EuGVÜ (Brüsseler Übereinkommen über die gerichtliche Zuständigkeit und die Vollstreckung gerichtlicher Entscheidungen in Zivil- und Handelssachen) seit dem 1. März 2002 im Verhältnis zu allen EU-Mitgliedstaaten mit Ausnahme Dänemarks ersetzt sowie die Verordnung (EG) Nr. 2201/2003 (Verordnung über die Zuständigkeit und die Anerkennung und Vollstreckung von Entscheidungen in Ehesachen). Mit der Verordnung über Europäische Vollstreckungstitel (EG) Nr. 805/2004 (EuVTVO) vom 21. April 2004, die am 21. Oktober 2005 in Kraft getreten ist, wurde die EU-weite Vollstreckung unbestrittener Forderungen (u. a. Anerkenntnis- und Versäumnisurteile, Vollstreckungsbescheide und bestimmte Unterhaltstitel) noch einmal vereinfacht und das bisherige Vollstreckbarerklärungsverfahren für solche Titel abgeschafft.
Wichtige Änderungen brachte die ab 10. Januar 2015 vollumfänglich in Kraft getretene Verordnung (EU) Nr. 1215/2012 vom 12. Dezember 2012 (EuGVVO n.F.). Damit wurde das Exequaturverfahren abgeschafft: Seit dem 10. Januar 2015 werden Entscheidungen nationaler Gerichte nach Art. 39EuGVVO n.F. in den Mitgliedsstaaten anerkannt und vollstreckt, ohne dass es einer Vollstreckbarerklärung bedarf (grundsätzlich gilt dies auch für öffentliche Urkunden und gerichtliche Vergleiche). Ein ausländischer Titel wird nach dem neuen EuGVVO unter den gleichen Bedingungen vollstreckt, wie ein Titel eines Gerichts des vollstreckenden Mitgliedsstaates.
In Deutschland ist verfahrensmäßig gegen Vollstreckungstitel aus dem Anwendungsbereich der EuGVVO ein Versagungsantrag nach Art. 47 EuGVVO n.F. bzw. § 1115 ZPO beim Landgericht möglich. Zur Vollstreckbarerklärung von Entscheidungen aus Nicht-EU-Mitgliedstaaten ist eine gesonderte Vollstreckungsklage nach § 722 ZPO (soweit nicht Staatsverträge Abweichendes festlegen) erforderlich.
In Kalifornien, New York und anderen Staaten der USA sind ausländische Urteile in Zivilsachen prinzipiell auch ohne Verbürgung der Gegenseitigkeit anerkennungsfähig, solange allgemeine rechtsstaatliche Voraussetzungen (z. B. Zustellung an den Beklagten, richterliche Unabhängigkeit) erfüllt sind.
Insbesondere in Bezug auf die Anerkennung und Vollstreckung schweizerischer Urteile ist das Lugano-Übereinkommen (LugÜ) vom 16. September 1988 über die gerichtliche Zuständigkeit und die Vollstreckung gerichtlicher Entscheidungen in Zivil- und Handelssachen (SR 0.275.11) zu beachten.